# Халидия
Накшбандийя Халидийя, Халидийя или Халиди — ветвь суфийского братства (ордена) Накшбандия, начинающаяся со времен шейха Халида аль-Багдади (1779—1827). Свое название данная ветвь тариката получила по имена шейха аль-Багдади.
Благодаря усилиям шейха Халида Багдади, накшбандийский тарикат распространилась в Ираке, Сирии и Курдистане, став самым распространенным тарикатом в исламском мире. Халид Багдади организовал в Османской империи свою ветвь (накшбандия-халидия). На протяжении нескольких десятилетий XIX века орден накшбандия-халидия пользовался поддержкой османских султанов, которые после упразднения корпуса янычар заменили их шейхами ордена Бекташия. Халидия стояла во главе вооруженных восстаний за национальную независимость курдов (1879 г.), а также боролась против буржуазных реформ в Турции. Через Хиджаз эта ветвь проникла в Индонезию (1840 г.), Малайзию, на Цейлон, Калимантан и острова Сулу, в Мозамбик и т. д.
Тарикат также проник на Кавказ, став там идеологической базой движения «мюридизма» под руководством шейха Исмаила Ширвани и его ученика шейха Мухаммада аль-Яраги первого муршида Дагестана, который являлся предводителем горцев Дагестана и Чечни (включая самого Имама Шамиля).
Яркие представители ветви накшбандия-халидия:
- шейх, ишан Зайнулла Расулев (1833—1917)
- османский шейх, пир Ахмад Зияуддин Гюмюшханеви (1813—1893)
- турецкий шейх, пир Махмуд Устаосманоглу аль-Уфи (р.1929)
- дагестанский шейх Саид афанди Чиркейский (1937—2012)
- муфтий Дагестана, шейх Ахмад Магомедович Абдулаев (р.1959)
- дагестанский шейх Хасан Хилми афанди (1852—1937)
- дагестанский шейх Хусенил Мухаммад афанди (1862—1967)
- дагестанский шейх Мухаммад Ариф афанди (1900—1977)
- дагестанский шейх Хумайд афанди (1868—1952)
- дагестанский шейх Умаханов Абдулжалил Умаханович (р.1943 (1949 ?)
- башкирский шейх, ишан Баязид Хайруллин (1871—1950)
- татарский шейх, ишан Гарифулла Гайнуллович Гайнуллин (1894—1984)
- татарский шейх, ишан Камиль Шакирджанович Бикмухаметов (1922—2000)